# Infinite Visions
『Infinite Visions』（インフィニット・ヴィジョンズ）は、フィンランドのメロディックパワーメタルバンド、ストラトヴァリウスのライブDVDである。

## 概要
1988年から2000年までの12年間にわたるバンドの歴史をホームビデオで撮影したものを、最初のアルバム『フライト・ナイト』から『インフィニット』のライブの様子をはさみながら進行し、アルバム『ヴィジョンズ』と『インフィニット』に伴う2つのライブツアーの映像（『エピソード』から『インフィニット』の楽曲で構成）、楽屋裏でのバンドの様子が終わると、6曲のシングル曲のビデオクリップでエンディングを迎える構成となっている。
このDVDではソナタ・アークティカが『ブラック・ダイアモンド』を演奏する姿が30秒間だけだが収録されている。ラプソディ・オブ・ファイアも一部だけ出演している。
DVDとVHSが販売されたが、日本版の発売はされていない。日本では輸入版が多く流通しており、現在も輸入版専門店やオンラインショップで入手可能である。

### Main Chapters
1. Welcome from Timo Tolkki and Timo Kotipelto
2. Prologue
3. "Fright Night" (Live at Giants of Rock, Finland, 1988年)
4. "Out Of The Shadows" (Live at Shadow Club, Finland, 1994年)
5. "Infinite" (Part 1)
6. "Distant Skies" (Live at Tavastia Club, Finland, 1995年)
7. Recording Episode album
8. "Speed Of Light" (Live in Oulu, Finland, 1996年)
9. "Infinite" (Part 2)
10. Japan Tour 1996
11. "We Hold The Key" (Live in Tokyo, Japan, 1996年)
12. "Forever Free" (Live in Hamburg, Germany, 1997年)
13. "Visions Of Europe" Tour 1997
14. "Visions" (Live in Lappajärvi, Finland, 1997年)
15. "Infinite" (Part 3)
16. Japan Tour 1998, "Paradise" (Live in Tokyo)
17. "Destiny" Tour 1999
18. "4000 Rainy Nights" (Live at Menor Festival, Spain, 1999年)
19. South American Tour 1999
20. "Black Diamond" (Live in Santiago, Chile, 1999年)
21. "Infinite" (Part 4)
22. "Forever" (Unplugged, Madrid, Spain, 1998年)
23. "Infinity" Tour 2000
24. "S.O.S" (Live at Wacken Open Air, Germany, 2000年)
25. "Infinity" (Live in Lyon, France, 2000年)
26. "Karjalan Kunnailla" (Live in Tokyo, Japan 1998年)
27. Epilogy

### Video Clips
1. "A Million Light Years Away"
2. "Black Diamond"
3. "S.O.S"
4. "Hunting High And Low"
5. "Hold On to Your Dream" (Unplugged)
6. "The Kiss Of Judas"

## Line-up
- ティモ・コティペルト        -       Vocals
- ティモ・トルキ      -       Guitars
- イェンス・ヨハンソン     -       Keyboard
- ヤリ・カイヌライネン       -       Bass Guitar
- ヨルグ・マイケル   -       Drums